# 花月園競輪場

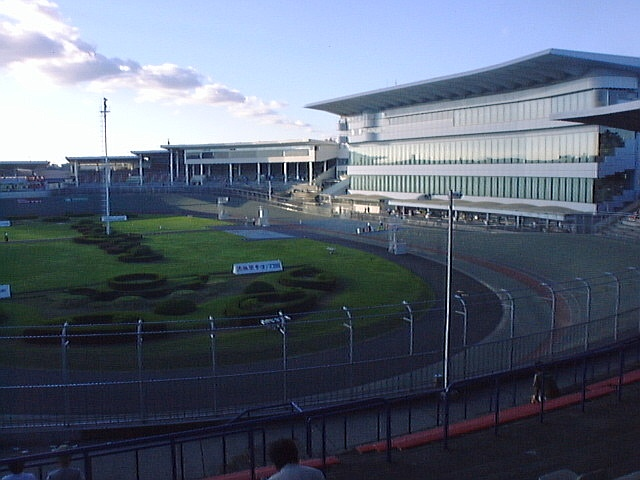
かつての場内。画像右奥はメインスタンド（2007年8月の薄暮開催）

花月園競輪場（かげつえんけいりんじょう）は、かつて神奈川県横浜市鶴見区に所在していた競輪場である。鶴見駅前の丘の上にあり、競輪ファンからは「お山」と呼ばれた。
開催時の主催は神奈川県競輪組合（神奈川県・横浜市・横須賀市による一部事務組合）で、施設所有は花月園観光株式会社。実施は日本自転車競技会本部競技部（旧・南関東自転車競技会）。実況は東京電設工業の西山栄一が担当。場外施設を除けば横浜市内唯一の公営競技場であった。

## 概要
花月園競輪場は1950年5月18日、当時、東洋一といわれた旧花月園遊園地の跡地に開設された。競輪場の歴史については花月園観光の項目も参照のこと。
1989年は日本選手権競輪が、1997年は共同通信社杯競輪が、2001年は全日本選抜競輪が、2006年にはオールスター競輪がそれぞれ開催された。記念競輪（GIII）が行われる年は11月に「菊花賞典」を行うのが通例となっていた（2009年は時期移動で9月10日より開催）。また年に1度「伊藤繁杯争奪戦」が開催されていたが、これは現役時代はオールスター競輪を優勝するなどビッグレースで活躍した伊藤繁を称えて開催されたもの。
その他にも年に1度「南関ヨコハマロイヤーズカップ」が開催されていたが、これは横浜弁護士会（現：神奈川県弁護士会）に所属し、競輪を愛好する弁護士らを中心とした集まり「関内愛輪会」の協賛名称であった。
2004年の7月からはA級ツイントーナメントを前半が「ジャックトーナメント」、後半が「クイーンズトーナメント」の名称で実施していたが、2005年12月23日をもって終了した。
2007年より夏季の開催では、最終競走を17:30以降に繰り下げた薄暮競走での開催も行われたが、これは当競輪場は照明設備を有さず近隣の川崎競輪場や平塚競輪場のようなナイター競走が実施できないため、照明設備を用いずにナイター競走に近い形で開催できるようしたものである。なお薄暮競走開催時は電話投票は全レース、ナイター対応銀行のみ投票可能となっていた。また、平塚競輪場や松戸競輪場開催を中心としたナイター場外発売も行われており、その場合に限り特観席を無料で開放していた。
トータリゼータは日本トーターを採用していたが、集計システムは当場のみ業務提携先であるNEC独自のシステムを使用しており、オッズや払戻などのモニター表示は他場と異なっていた。

### バンクの特徴
1周は400mで直線の部分はやや短いが、形状にクセはなく走りやすいバンクとされる。高台に位置するため風の影響を受けやすいが、高台の最高地にあるため風向きは競輪場のスタンドによる影響が最も大きく、建物のない1センターから2センターの間を風が往復するだけでなく、建物の隙間がある4コーナー側からも風が吹き込んだ。
大画面映像装置は2コーナー側に設置されていた。なお開催終了後は川崎競馬場に移設され、パドックシアタービジョンとして稼働している。

### マスコット・テーマソング
マスコットキャラクターは、2001年に公募により計4,062の応募の中から命名されたカモメの「Lucky花月くん」で、それにちなんで「ラッキー花月くんカップ」が開催されていた。
ほかに、バーチャルイメージガールとして「花月園あすか」もあり「花月園競輪が大好きな20歳のハマっ子」という設定で、アニメ風の萌え絵とはタッチの異なるCGによるアメコミ美女風キャラクターであった。
テーマソングとして「花月園競輪場のテーマ」があり、横浜市在住のフォーク・デュオであるダ・カーポが歌唱した。

### ロケ地
民営の施設であることから、各種のロケーション撮影における施設の貸し出しを積極的に行っていた。特に映画『マルサの女』や『菊次郎の夏』では場内の様子が映し出されている。

## 場外車券売場
以下は営業当時の場外車券売場である。
- サテライト横浜（横浜市中区。会員制・2015年9月より花月園観光直営）
- サテライト石鳥谷（花巻市。花月園観光直営）
- サテライトかしま （相馬市。花月園観光直営）
- サテライト水戸（城里町。2015年7月まで花月園観光運営）

## 交通アクセス
以下の駅名、運行されていた無料送迎バスは開催当時のもの。
- 京急本線花月園前駅下車、徒歩約5分。
- JR鶴見線国道駅から徒歩10分弱。
- JR鶴見駅西口改札口を出て左手から無料送迎バスで5分。川崎鶴見臨港バス・横浜市交通局が運行。
- JR東神奈川駅東口（京急本線仲木戸駅）から無料送迎バス。横浜市交通局が運行。

## 歴代記念競輪優勝者
2002年4月から2010年3月までは1節4日間制開催となった歴代記念競輪優勝者を列記。2010年度以降は花月園メモリアル競輪優勝者を列記。
2003年度はG2東王座戦が、2006年度はG1オールスターが、当地で開催されたため記念競輪はなし。
| 年        | 開催地 | 優勝者     | 登録地 | 総売上                          |
| --------- | ------ | ---------- | ------ | ------------------------------- |
| 2002年    |        | 神山雄一郎 | 栃木   | 78億7371万9100円                |
| 2004年    |        | 村上義弘   | 京都   | 76億9680億1400円                |
| 2005年    |        | 高木隆弘   | 神奈川 | 93億4168万1100円                |
| 2007年    |        | 山崎芳仁   | 福島   | 86億6570万3400円                |
| 2008年    |        | 兵藤一也   | 群馬   | 77億0613万0500円                |
| 2009年    |        | 坂本亮馬   | 福岡   | 75億8789万0500円                |
| 2010年    | 川崎   | 長塚智広   | 茨城   | 56億0713万0100円                |
| 2012年2月 | 小田原 | 松岡健介   | 兵庫   | 55億4089万7900円                |
| 2012年6月 | 川崎   | 栗田雅也   | 静岡   | 56億0146万1200円                |
| 2013年    | 小田原 | 松谷秀幸   | 神奈川 | 49億9699万0400円 （目標53億円） |
| 2014年    | 川崎   | 松坂英司   | 神奈川 | 55億8639万0800円 （目標53億円） |

## 競輪場の廃止

### 廃止の経緯
花月園競輪場は神奈川県・横浜市・横須賀市の各自治体が個別に主催していたが、平成期に入ってから売り上げの落ち込みが顕著となったことから、1998年には各自治体が神奈川県競輪組合を組織して効率化を図ってきた。しかし数年来の花月園競輪における競輪事業の経営状況悪化から、2009年4月より神奈川県の外部組織にあたる『神奈川県競輪組合あり方検討委員会』が設置され、花月園での競輪開催の存廃を検討した。
その結果、県競輪組合と花月園観光が共に数十億円の累積赤字を抱えていた上、地理的な要因などで施設改善などの収益増加策を立てられず、さらに花月園観光が当時の契約条件における業務包括受託の更新に難色を示していることなどが報告された。同年9月15日の会合において委員会は「黒字転換の見込みが立たない状況では、花月園競輪での事業存続の理由が見えない」という報告書をまとめ、9月18日に主催自治体および県競輪組合に提出した。
このため、神奈川県競輪組合以外が主催運営の引き継ぎを名乗り出ない場合は花月園競輪場が廃止される状況に陥り、12月に神奈川県競輪組合が2009年度の最終開催日となる2010年3月31日をもって開催から撤退することを決定したため、花月園競輪場の廃止が決まった。

### 廃止に伴う措置
主催の神奈川県競輪組合が川崎競輪場および小田原競輪場も主催していたことから、廃止時に2場で隔年ごとに花月園記念にあたる開催を行うことを検討し、競輪統括団体のJKAから5年間の特例措置としてGIIIの開催が認められたため、2010年度は川崎競輪場において2010年11月に「花月園メモリアルin川崎 2010」として、2011年度は小田原競輪場において2012年2月に「被災地支援 花月園メモリアル」として開催された。その後も2012年度は川崎競輪場、2013年度は小田原競輪場でと2場で、隔年ごとに花月園の名を冠したレースを開催していたが、2014年度の開催をもって5年間の特例措置が終了した。このため神奈川県競輪組合は、収益の柱であるGIII開催がなくなり今後の運営は厳しくなると判断したことから、2014年度末となる2015年3月31日をもって組合を解散することを決定した。
花月園競輪場廃止後の組合収益は14億円であったが、うち8億円はJKAの特例による猶予金の支払いに当てられ、残りは組合結成時からの債務返済などに当てられたものの、最終的な累積赤字は48億円となり、組合結成時の規約で定めた比率により、神奈川県56：横浜市28：横須賀市16の割合で負担することになった。
なお記念のほかに、冠杯として開催されていた「伊藤繁杯」は小田原競輪場に、「南関ヨコハマロイヤーズカップ」は川崎競輪場に、それぞれ移動して行われている。

### 跡地の再開発
花月園競輪場での開催廃止を受け、神奈川県は「花月園競輪場関係県有地等の利活用に係る検討会」を立ち上げ、跡地利用について検討することになった。
検討会での会合では、競輪場南側の高層マンションも遊休化していることから、花月園の敷地と共に土地権利関係の整理を行った後、都市再生機構（UR都市機構）により一体的に大規模再開発事業を行い、その中で横浜市が中心となって防災拠点としての整備も行う方向でまとまり、2010年12月24日に「検討結果のとりまとめ」として公表されている。具体的には県有地（7.1ha）、選手の宿舎などがあった花月園観光社有地（0.9ha）、隣接する遊休地（2.4ha）の敷地において、都市再生機構を主体とした「防災公園街区整備事業」（防災公園と周辺市街地の整備）を行う方向で検討されている。
なお、施設所有の花月園観光は競輪場の廃止直前、土地所有の神奈川県に対し借地権確認の訴訟を起こしていたが、神奈川県が花月園観光に和解金10億円を支払うかわりに、花月園観光は神奈川県に訴訟の対象とした競輪場の権利を全て無償譲渡した上で未払いの土地賃借料を支払うことで双方が合意し、2011年4月に和解が成立した。これにより花月園競輪場と、その敷地はいったん神奈川県の所有となった。
その後、2015年3月にUR都市機構が競輪場などの敷地購入と、再開発の詳細な事業概要を公表した。それによると主に競輪場側の敷地を地区公園として整備し、線路側の傾斜地を住宅地および道路として開発する方針とされた。開催が終了してからも自転車競技場として残されていた施設は、2015年11月23日のイベントをもって閉鎖、施設などを取り壊した上で一帯の再開発を行い、6年ほどで全ての工事を完成させる予定とされ、2021年11月1日に鶴見花月園公園が競輪場跡地部分に開園した（バンクは北西から南東にかけての楕円形であったが、公園は南北に伸びた円形となっている）。南側に整備している道路に面した公園入口に、当地に遊園地、競輪場があったことが記されたモニュメントが建てられている。